# Lounasda
Lounasda (en àrab لوناسدة, Lūnāsda; en amazic ⵍⵓⵏⴰⵙⴷⴰ) és una comuna rural de la província d'El Kelâa des Sraghna, a la regió de Marràqueix-Safi, al Marroc. Segons el cens de 2014 tenia una població total de 10.639 persones.